# 烏干達反同性戀法案
烏干達反同性戀法案由該國政府立法建議，將同性性行為列入刑事處分。經國會同意實施将「嚴重同性性行為」的最重罪刑由監禁十四年修改為無期徒刑。
2014年2月24日该法案由乌干达总统签署成为法律。
2014年8月1日，乌干达宪法法院裁定该法案的程序性理由无效。

## 簡介
若此法生效，将區分為「嚴重同性性行為」及「同性戀罪行」兩部分，前者最重罪刑為死刑，後者最重罪刑為無期徒刑。「嚴重同性性行為」意指愛滋病帶原者、家長或權威人士、或持有興奮藥物者，與年幼或殘疾人士反覆發生同性性行為；「同性戀罪行」意指發生同性性行為、參與或協助同性婚姻、以及協助或企圖觸犯「嚴重同性戀」。法案提議將管轄範圍擴及旅居境外的如烏干達國民，觸犯者可要求引渡回烏干達受罰；此外，如而有任何個人、公司、傳媒、或非政府機構宣揚鼓勵同性性行為，亦將受不同程度的懲處。

## 內容
目前，同性性行為及同性關係在烏干達以及撒哈拉以南非洲國家（除了南非外）都被認定違法，一般可判處14年以下有期徒刑。該法案是由執政黨國會議員David Bahati於2009年10月14日以個人名義提出。